# Зайчики (Україна)

За́йчики  — село в Україні, у Волочиській міській територіальній громаді Хмельницького району Хмельницької області.
Загальна кількість дворів 95. У селі проживають 223 особи.
Населений пункт розташований на південний захід відносно обласного та районного центру.
Неподалік від села розташований лісовий заказник «Зайчики»

## Символіка
Герб та прапор затверджені 6 березня 2018р. рішенням №124 XXXV сесії міської ради VII скликання. Автори - В.Олійник, О.Макар, П.Возний, М.Й.Тобух, К.М.Богатов, В.М.Напиткін.
Щит розтятий хвилясто на зелене і срібне поля нитяним хвилястим стовпом, розтятим хвилясто на золоте і лазурове. В першій частині два срібних дубових листки в стовп, у другій два зелених дубових листки в стовп. Щит вписаний в золотий декоративний картуш і увінчаний золотою сільською короною. Унизу картуша напис "ЗАЙЧИКИ". Хвилястий поділ означає Збруч, листки - символ заказника "Зайчики".

## Історія
Довгий час поблизу Зайчиків проходив державний кордон, згідно з алфавітним списком, складеним у 1844 році, село визнане таким, що входить у 50-тиверстий простір, від Австрійського кордону.
Межовим знаком була р. Збруч. Місцеві не ходили до річки, там була заборонена зона.  Збруч довгий час був природним кордоном, спочатку між Російською імперією і Австро-Угорщини, згодом — між СРСР і Польщею.
7 (20) листопада 1917 року, відповідно до Третього Універсалу Української Центральної Ради, увійшло до складу Української Народної Республіки.
У 1945 Зайончики перейменовані на Зайчики, Зайончиківська сільрада на Зайчиківську.
У 1959 Сатанівський район ліквідований, село перейшло до Волочиського району.
По дорозі до центру Зайчик на садибі знаходиться кам'яний хрест.
Вихідці із села брали участь у Німецько-радянській війні, 34 з них загинуло. Їхні прізвища викарбувано на постаменті пам'ятника що стоїть посеред села.
В центрі села також є каплиця Святого Петра і Павла. Її відкрито у 1999 році біля місця, де колись у давні часи, жителі встановили фігуру Божої Матері. Поблизу каплиці збудовано та освячено дзвіницю.
12 червня 2020 року, відповідно до розпорядження Кабінету Міністрів України № 727-р «Про визначення адміністративних центрів та затвердження територій територіальних громад Хмельницької області», увійшло до складу Волочиської міської громади.
19 липня 2020 року, в результаті адміністративно-територіальної реформи та ліквідації Волочиського району, увійшло до складу новоутвореного Хмельницького району.

## Клімат
Село лежить у помірному кліматичному поясі. Клімат помірно континентальний. Середня кількість опадів протягом року коливається від 550 мм. до 650 мм.

## Водойми
Річка Збруч яка протікає на  заході від центру села.
В околицях села розвідано родовище мінеральної води типу «Нафтуся». Родовище «Зайчиківське» паспортизоване і затверджено запаси мінеральної води 288 м³ за добу. За результатами розвідок і досліджень науковців, протяжність родовищ мінеральних вод по р. Збруч становить майже 100 км.                                       

## Історико та історико-архітектурні пам'ятки
Пам’ятник загиблим односельчанам в роки Німецько-радянської війни, пам’ятний знак безвинно закатованих односельчан в роки репресій 1934 – 1940 роках,  встановлено хрест жертвам голодомору 1932 -1933 років, безіменна могила часів громадянської війни, капличка «Петра і Павла», яка була відкрита в 1999 році, державний кордон між СРСР і Польщею до 1939 року, розкопки амфор.

## Галерея

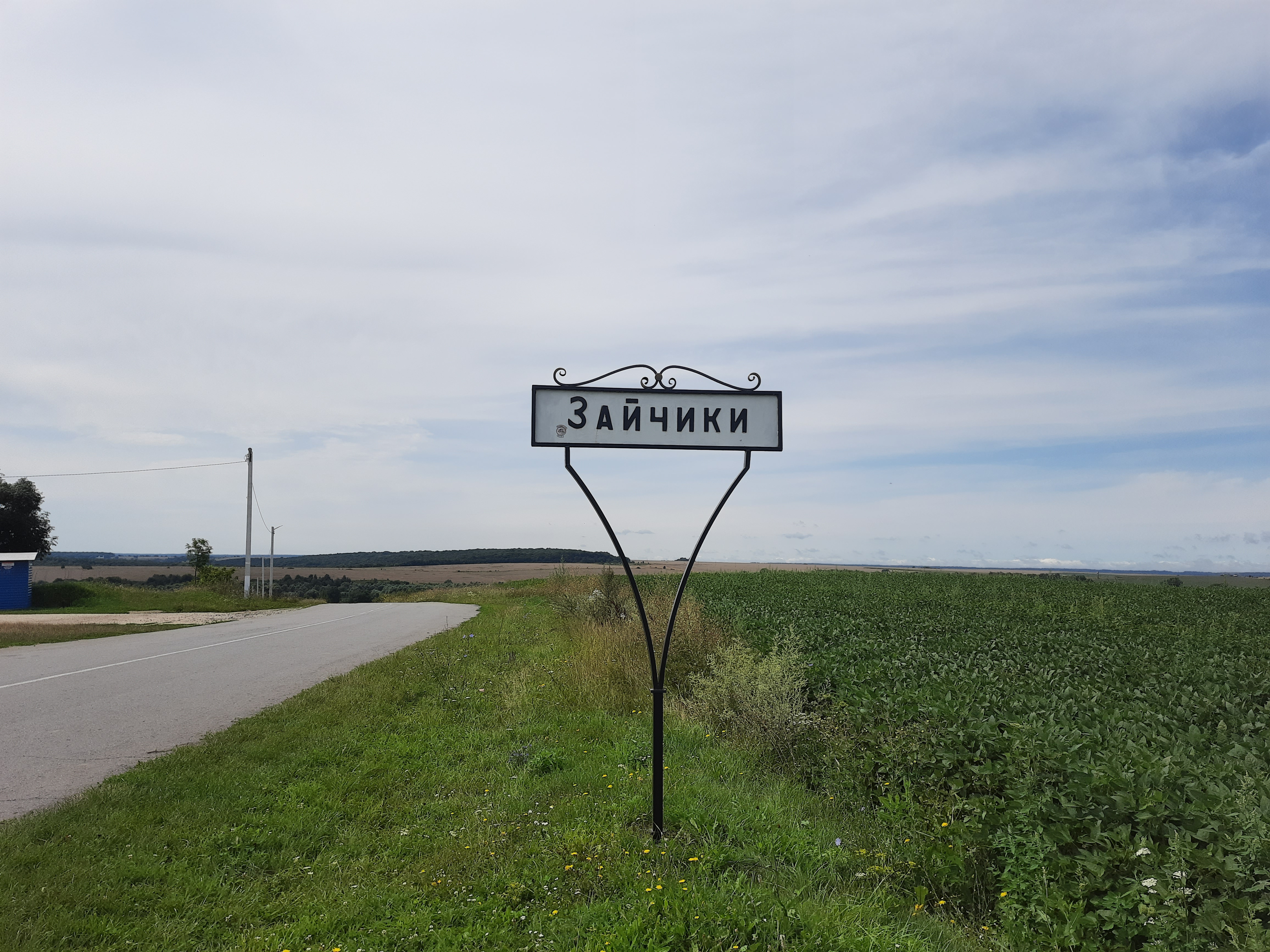
Дорожній знак при в'їзді в село
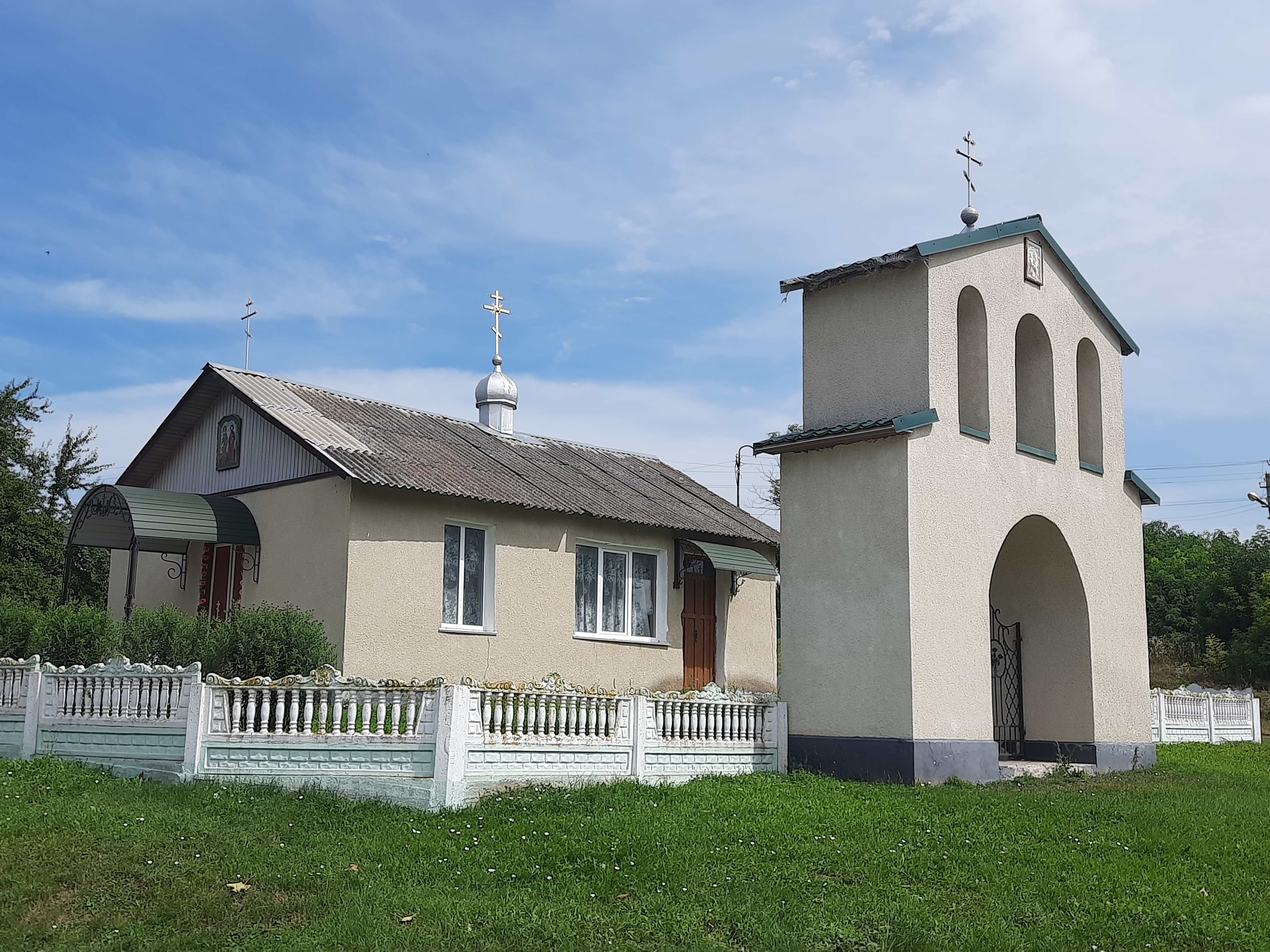
Петропавлівська церква
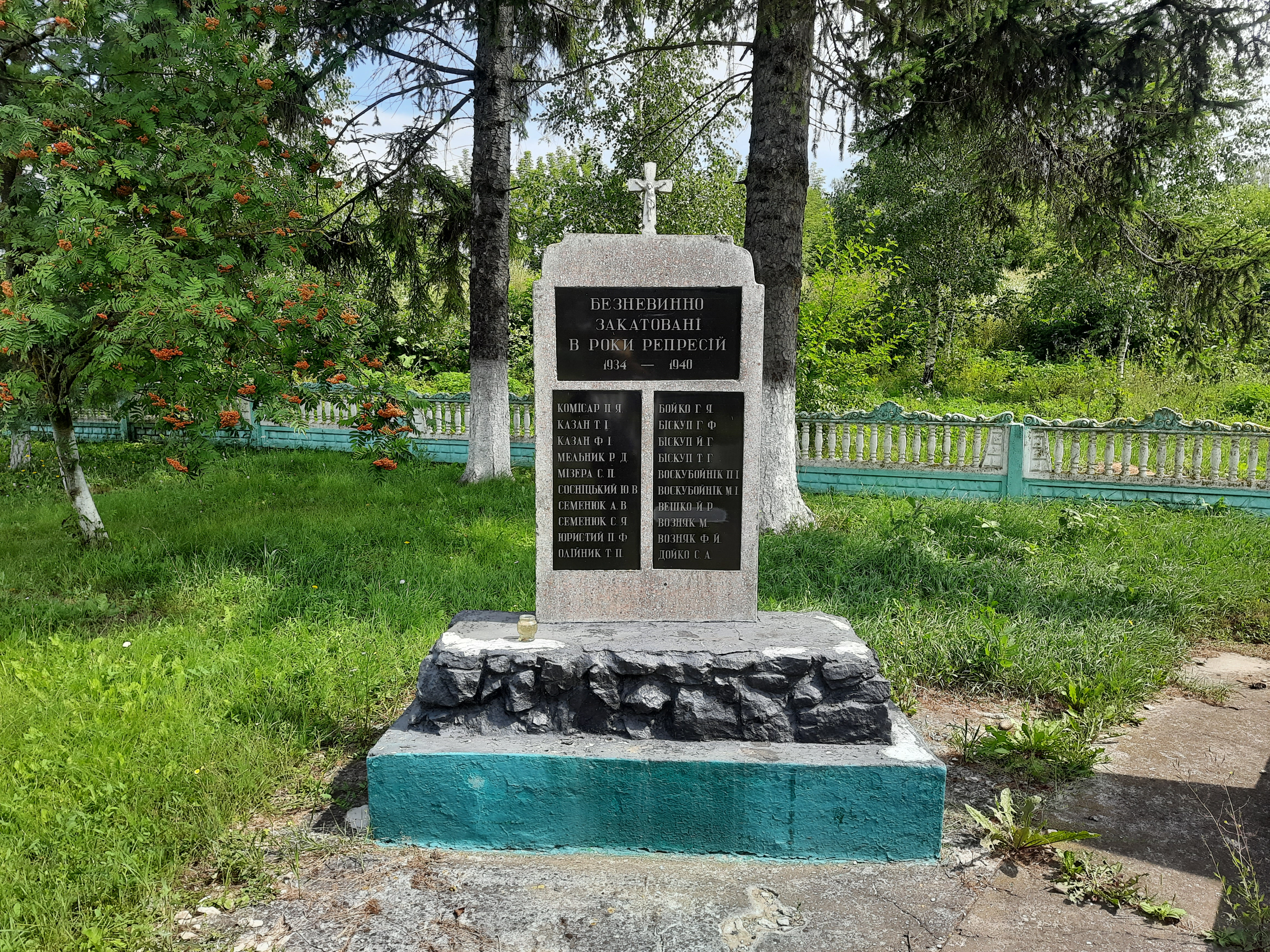
Пам'ятний знак жертвам політичних репресій
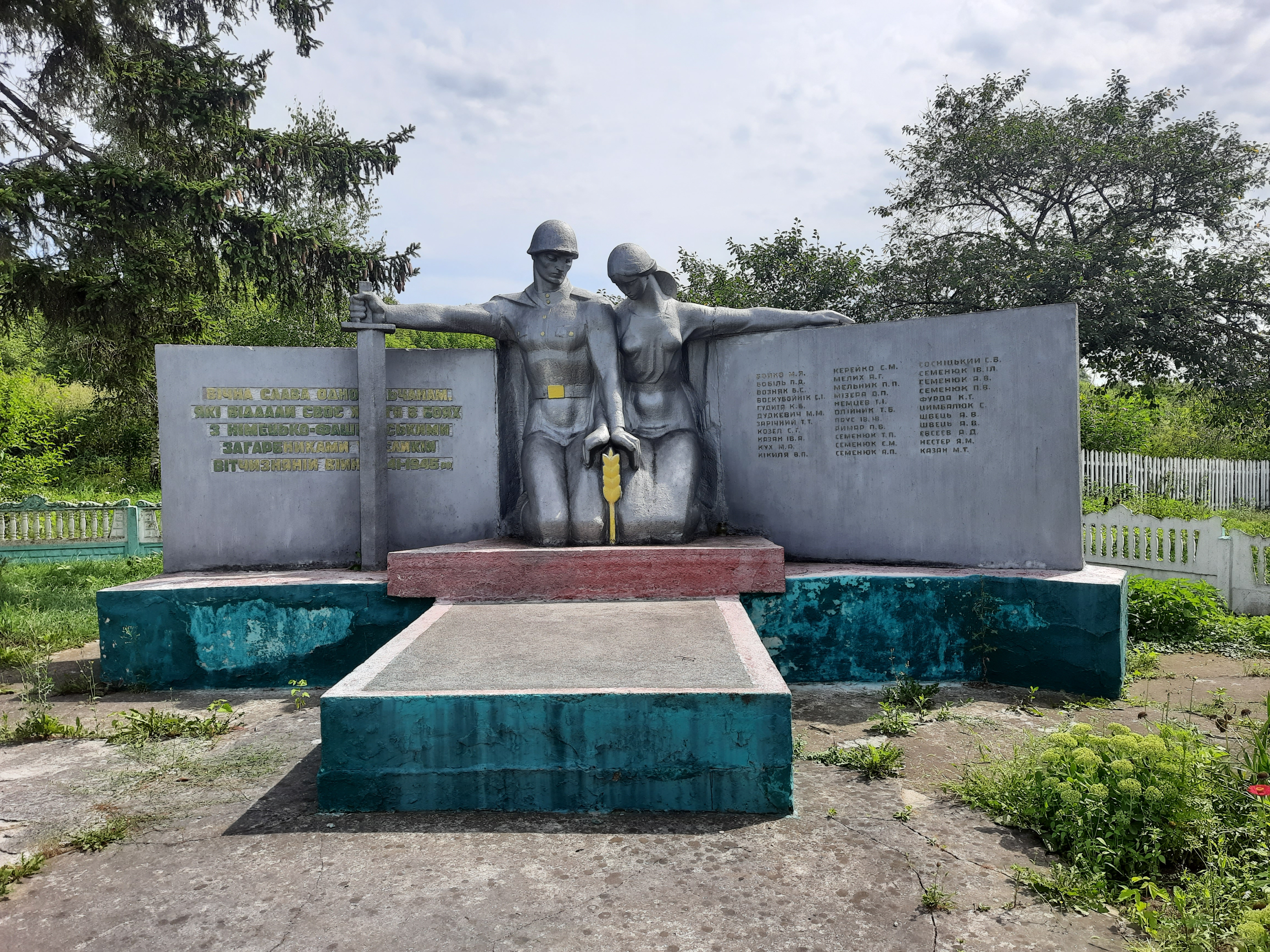
Пам'ятний знак на честь воїнів-односельців
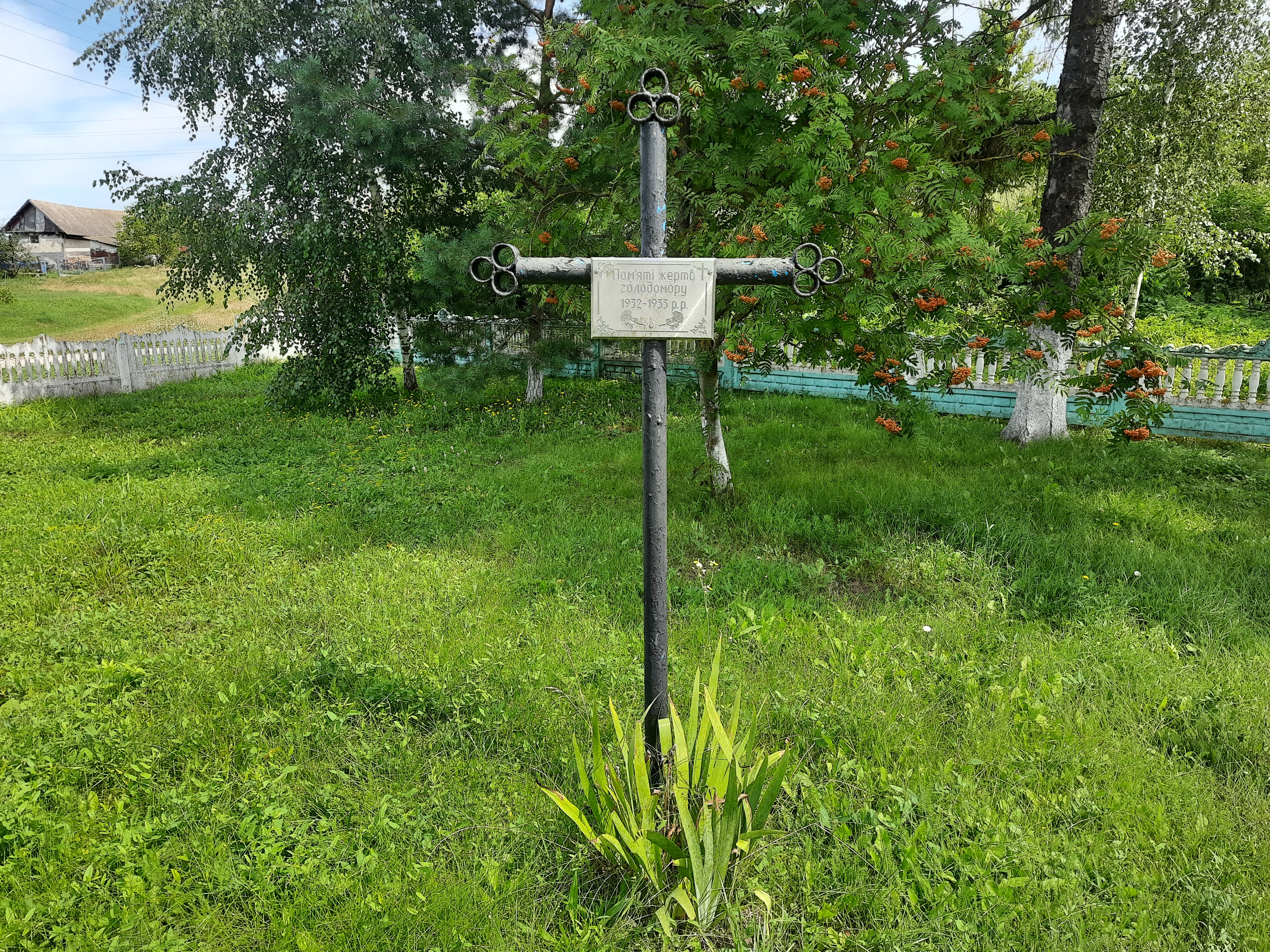
Пам'ятний знак жертвам голодомору
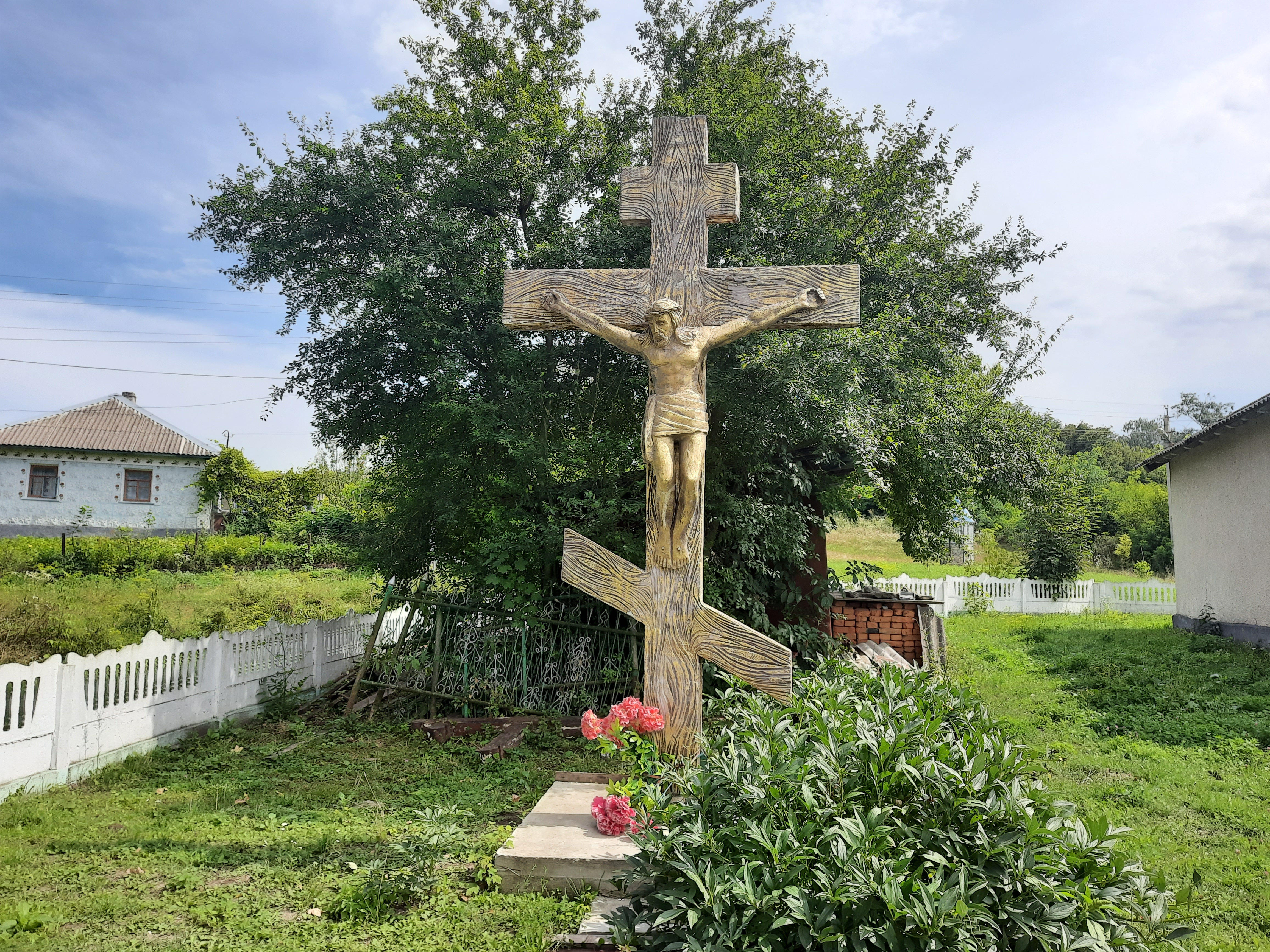
Пам'ятний хрест
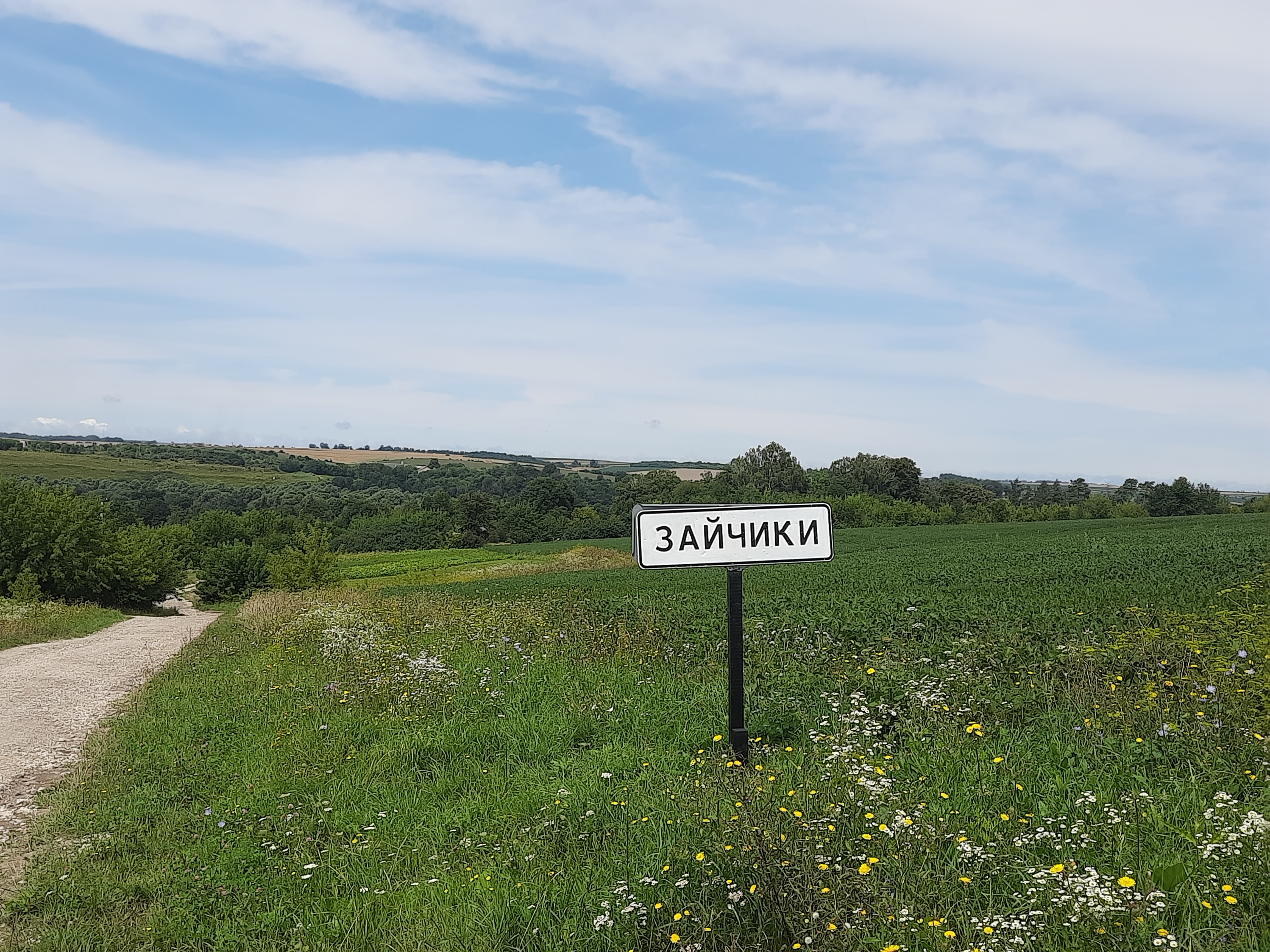
Околиця села